# Шмуловизна
Шмуловизна (пол. Szmulowizna), или Шмулки (пол. Szmulki) — микрорайон на юго-востоке дзельницы Прага Пулноц в Варшаве на восточном берегу реки Висла. Границы микрорайона проходят по Марковской улице, далее по железнодорожной линии вдоль аллеи Солидарности, снова по железнодорожной линии от станции Варшава Всходня (на границе между дзельницами Прага Пулноц и Прага Полудне) до границы с дзельницей Таргувек. Затем по железнодорожной линии вдоль улицы Забранецкой и улицы Начелниковской (на границе между дзельницами Прага Пулноц и Таргувек).
Граница между историческим районом Прага, тогда уже в составе города Варшава, и Шмуловизной проходила по набережной (часть рова Любомирского) в районе улицы Марковской и Зомковской заставы, на месте современного перекрёстка улиц Зомковской из Марковской.

## История
Название микрорайона происходит от имени владельца местной фермы Шмуэля (Самуила) Якубовича-Шённенберга, прозванного Збытковером (1756—1801), еврейского купца, банкира, землевладельца, протеже короля Станислава Августа Понятовского, предка семьи Бергсонов (в том числе философа Анри Бергсона). Во время штурма Праги в 1794 году российской армией он укрыл у себя многих жителей Праги, чем спас их от смерти или плена. Вначале ферма называлась Збытковер Бойнувек. Со временем, вместе с прилегающими деревней и постоялым двором, местность стали называть Шмуловизной по имени её владельца.
В XIX веке местность называлась также Шмулевизна и Шмулевщизна, или кратко Шмулки. В 1897 году здесь был открыт Водочный завод «Конесер» («Гурман»), а в 1902 году — Седлецкий авиазавод. В 1908 году Шмуловизна была включена в состав города Варшавы.
Во время Второй Речи Посполитой здесь были расширены дороги, построены канализация и водопровод, проведена трамвайная линия трамвая, 1 февраля 1922 года открыто трамвайное депо на улице Кавеньчинской. После Второй мировой войны в Шмуловизне было построено несколько новых жилых комплексов.

### Михалув
Восточная часть современного микрорайона Шмуловизна во время Второй Речи Посполитой называлась Михалувом, в честь князя Михаила Петра Радзивилла, филантропа, мецената, который, вместе с супругой Марией Радзивилл, построил много приютов для бедных детей и базилику Святейшего Сердца Иисуса. В период Польской Народной Республики, борясь с влиянием поместного дворянства и церкви, и за этой местностью закрепили название Шмуловизна. От прежнего имени сохранилось название железнодорожной станции Михалув и Михайловской улицы. В 2008 году было возрождено Общество друзей Михалува — Ассоциация жителей Праги-Михалув, целью которого является восстановление исторического названия территории и её выделения в отдельный микрорайон.

## Достопримечательности
- Базилика Святейшего Сердца Иисуса.
- Фабрика Дручанка.
- Фабрика Тжичины.
- Европейская школа права и администрирования.
- Мельничный комплекс Михла.
- Пражское трамвайное депо.
- Театр Вытвурния.
- Водочный завод «Конесер».
- Варшавский музей хлеба.
- Варшавская школа менеджмента.